# Campiglia Marittima
Campiglia Marittima település Olaszországban, Toszkána régióban, Livorno megyében. Lakosainak száma 12 429 fő (2023. január 1.). Campiglia Marittima Piombino, San Vincenzo és Suvereto községekkel határos.

## Népesség
A település népessége az elmúlt években az alábbi módon változott:
| Lakosok száma | 13 167 | 13 018 | 12 429 |
|               | 2017   | 2018   | 2023   |